# Верхняя Тойма (Кировская область)
Верхняя Тойма  — деревня в Вятскополянском районе Кировской области в составе Среднетойменского сельского поселения.

## География
Расположена в правобережной части района на расстоянии примерно 6 км по прямой на запад от города Вятские Поляны.

## История
Известна с 1678 года как починок по речке Коваль, в 1773 (деревня по речке Коваль) 114 жителей, в 1802 году 25 дворов (все черемисы). В 1873 году здесь (Тойма верхняя) дворов 120 и жителей 757, в 1905 (уже Верхняя Тойма) 122 и 746, в 1926 (Верхняя Тойма или Грязный Овраг) 172 и 918 (из них 104 мари), в 1950 120 и 477, в 1989 233 жителя. Настоящее название утвердилось с 1939 года. 

## Население
Постоянное население составляло 215 человек (русские 70%) в 2002 году, 200 в 2010.